# Jessica Alba

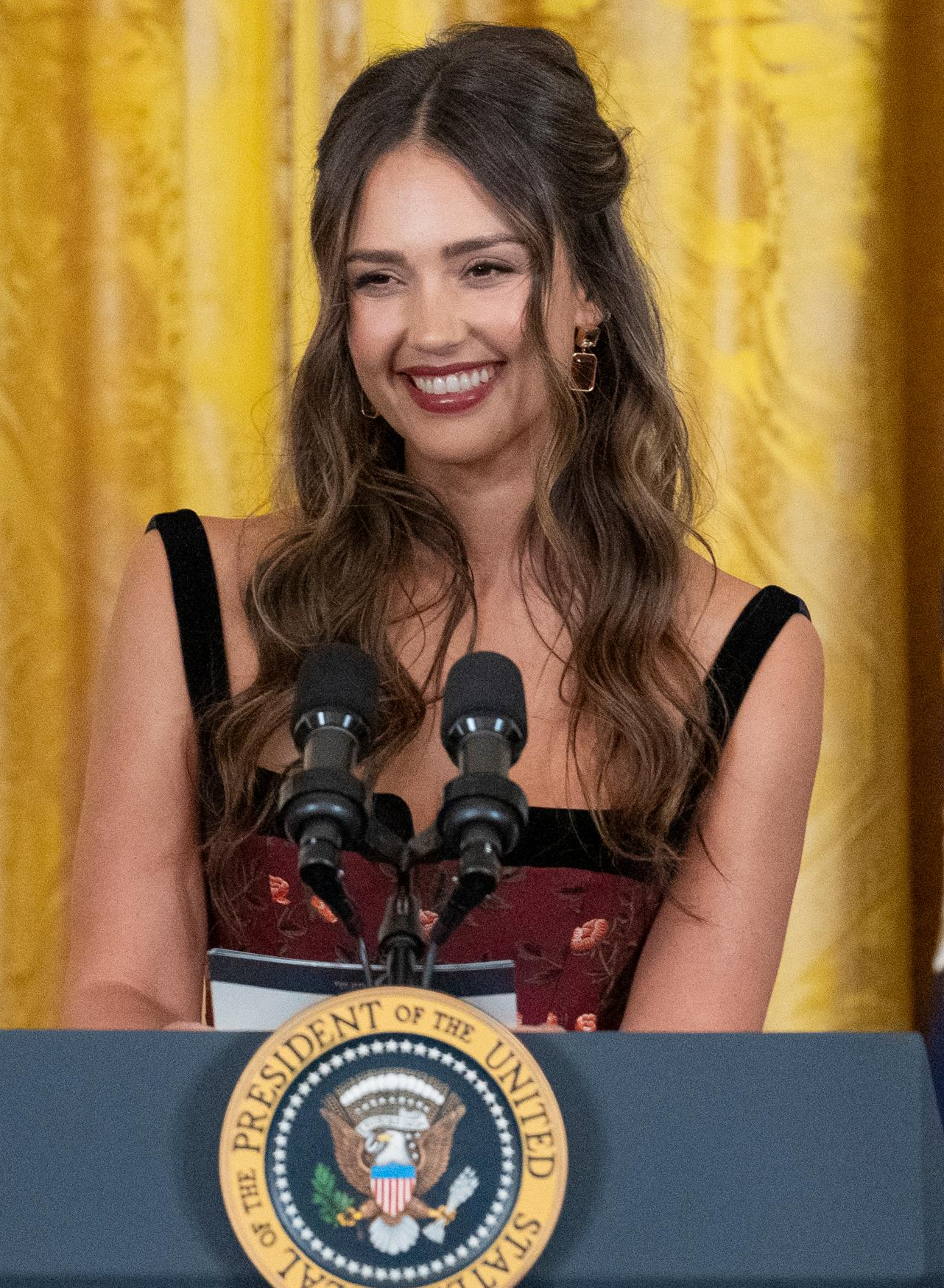
Jessica Alba (2024)

Jessica Marie Alba (* 28. April 1981 in Pomona, Kalifornien) ist eine US-amerikanische Schauspielerin und Unternehmerin. Sie wurde im Jahr 2000 durch die Rolle der Max Guevara in der Science-Fiction-Fernsehserie Dark Angel bekannt.

## Kindheit
Albas Eltern sind der mexikanischstämmige US-Amerikaner Marc Alba und die in Montreal geborene Kanadierin Catherine Jensen, die dänische und französisch-kanadische Vorfahren hat. Die beiden heirateten in ihrer Jugendzeit. Alba besitzt die US-amerikanische, kanadische und mexikanische Staatsbürgerschaft.
Alba hat einen jüngeren Bruder namens Joshua, der ebenfalls Schauspieler ist und mit ihr bei Dark Angel vor der Kamera stand. Ihr Vater war bei der United States Air Force beschäftigt; weswegen sie in ihrer Kindheit mehrmals umzog. Unter anderem lebte sie in Biloxi im US-Bundesstaat Mississippi und in Del Rio in Texas. Als Alba neun Jahre alt war, ließ sich die Familie in Kalifornien nieder. Ihre Kindheit beschreibt Alba selbst als eher schwer. So wurde sie nach eigenen Aussagen aufgrund ihrer Hasenzähne und ihres texanischen Akzentes gemobbt und konnte aufgrund häufiger Erkrankungen nur wenig Bindung zu Mitschülern aufnehmen. Alba litt damals an schwerem Asthma und hatte als Kind viele Lungenentzündungen.

## Privates
Während der Dreharbeiten zu der Serie Dark Angel begann Alba eine dreijährige Beziehung mit dem Schauspielkollegen Michael Weatherly. Im August 2003 gaben beide ihre Trennung bekannt. Während der Dreharbeiten zu Fantastic Four im Jahr 2004 lernte Alba den Produzenten Cash Warren kennen. Sie verlobten sich am 27. Dezember 2007 und heirateten am 19. Mai 2008. Am 7. Juni 2008 brachte Alba ihr erstes Kind, ein Mädchen, in Los Angeles zur Welt. Im Juli 2008 veröffentlichte das Magazin OK! die ersten Babyfotos, für die es 1,5 Millionen Dollar gezahlt hatte. Ihre zweite Tochter wurde am 13. August 2011 geboren. Am 31. Dezember 2017 wurde ihr drittes Kind, ein Junge, geboren. Im Januar 2025 gab sie die Trennung von Warren nach 20 Jahren Beziehung bekannt.

## Karriere

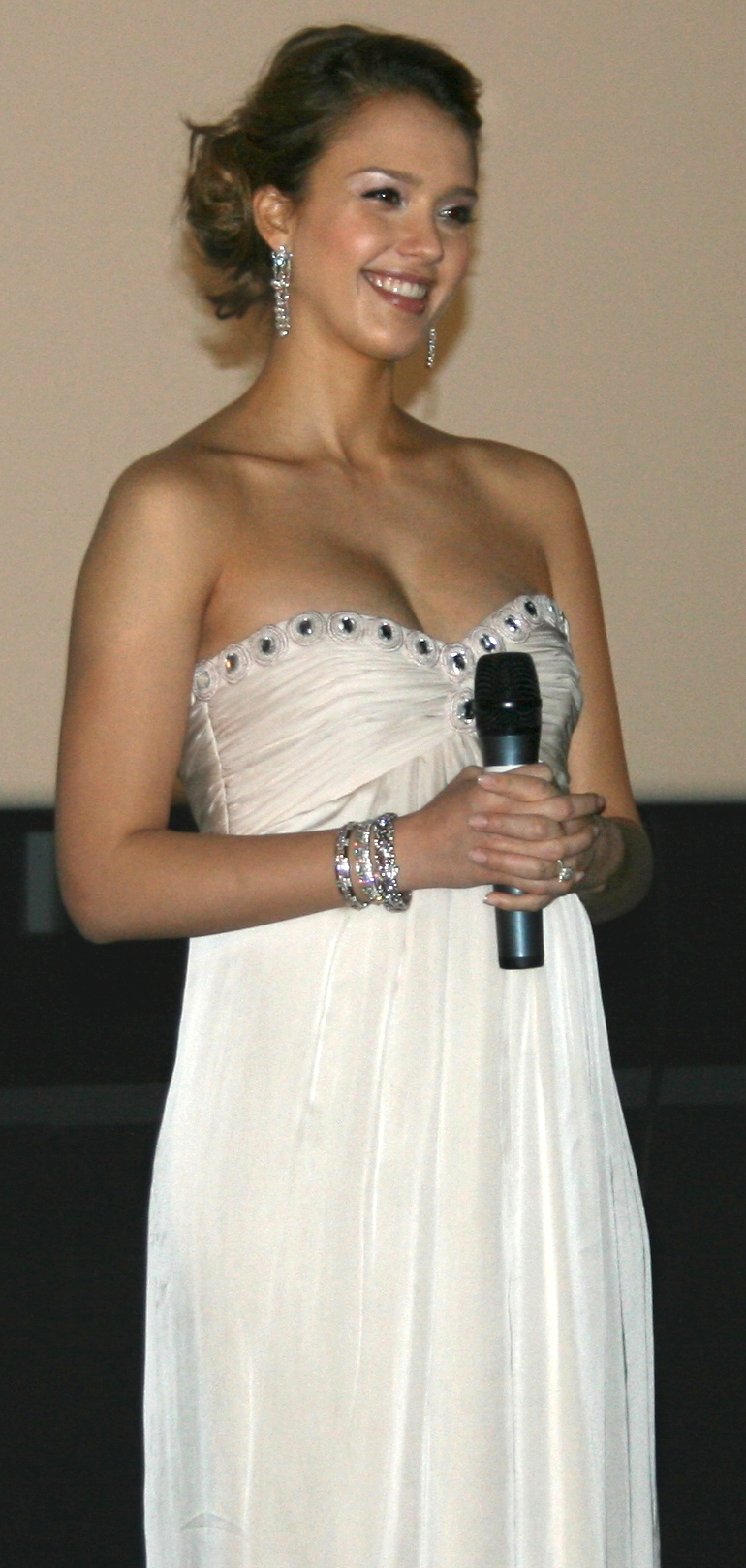
Alba auf der Premiere von The Eye in Paris (2008)

Seit dem fünften Lebensjahr interessiert Alba sich für die Schauspielerei. Mit elf Jahren nahm sie an einem Schauspielwettbewerb teil, ging als Siegerin hervor und gewann kostenlose Schauspielstunden bei Felicity Huffman. Neun Monate später unterschrieb sie ihren ersten Vertrag. Alba spielte als Kind in zwei Werbespots für Nintendo und die US-amerikanische Kaufhauskette J. C. Penney. Danach war sie in einigen Independentfilmen zu sehen.
Ihre erste Filmrolle hatte Alba in dem Film Ferien total verrückt im Jahr 1994. Ursprünglich war sie nur für eine kleine Nebenrolle eingeplant, doch als eine andere Schauspielerin ausfiel, übernahm sie deren wesentlich umfangreichere Rolle. Im selben Jahr erschien sie in drei Folgen der Nickelodeon-Serie Was ist los mit Alex Mack? im Fernsehen. Von 1995 bis 2000 übernahm sie die Hauptrolle der Maya Graham in 44 Episoden der Serie Flippers neue Abenteuer. Hierbei erwies es sich als günstig, dass ihre Mutter, die Rettungsschwimmerin war, ihr bereits sehr früh das Schwimmen beigebracht hatte. Weiterhin ist sie Taucherin, was auch in die in Australien gedrehte Serie integriert wurde.
Ihren Durchbruch schaffte Alba mit der von James Cameron produzierten Serie Dark Angel in der Rolle der Max Guevara, die als genetisch veränderte Soldatin in einem postapokalyptischen Amerika für das Gute kämpft. Vor Beginn der Dreharbeiten trainierte Alba ein Jahr für ihre Rolle und lernte unter anderem das Motorradfahren. Da es zum Zeitpunkt des Dark-Angel-Castings lediglich ein einseitiges Script zu Max’ Charakter gab, wurde Alba die Rolle auf den Leib geschrieben. 2001 gewann sie unter anderem mit der Serie den People’s Choice Award, den TV Guide Award sowie den Teen Choice Award. Außerdem machte sie im Jahr 2009 Werbung für den neuen „Club Campari“-Kalender.
Alba landete im Jahr 2003 ihren ersten Kinoerfolg mit Honey. Im Jahr 2005 folgten Fantastic Four, wofür sie allerdings 2006 für die Goldene Himbeere nominiert wurde, und Sin City. Mit Paul Walker war sie im selben Jahr in Into the Blue auf der Leinwand zu sehen. 2011 bekam sie die Goldene Himbeere als Schlechteste Nebendarstellerin für die Filme The Killer Inside Me, Meine Frau, unsere Kinder und ich, Machete und Valentinstag.
2013 übernahm sie eine Rolle in der Komödie A.C.O.D. und sprach für den Animationsfilm Nix wie weg – vom Planeten Erde eine der Figuren. Im Fortsetzungsfilm Machete Kills spielte sie erneut ihre Rolle als Sartana aus dem Vorgängerfilm.
Neben ihrer Arbeit als Schauspielerin gründete Alba im Januar 2012 mit ihrem Geschäftspartner Chris Gavigan die The Honest Company, die eine Kollektion giftfreier Haushaltswaren, Windeln und Körperpflegeprodukte anbietet. Die Firma wird seit Mai 2021 an der NASDAQ gehandelt. Anfang 2013 erschien ihr erstes Buch mit dem Namen The Honest Life.

## Sonstiges
Im März 2006 erschien ein Foto von ihr auf der Titelseite des Playboys, auf dem sie mit einem Bikini bekleidet zu sehen war. Das Foto entstand ursprünglich für den Film Into The Blue. Alba verklagte die Zeitschrift, da das Bild ohne ihr Einverständnis gedruckt worden war. Nach einer persönlichen Entschuldigung von Hugh Hefner zog sie die Klage wieder zurück.
2007 wurde sie vom Magazin FHM zur „Sexiest Woman in the World“ gewählt.
2015 spielte sie im Video zu Bad Blood von Taylor Swift mit.

## Filmografie
- 1994: Ferien total verrückt (Camp Nowhere)
- 1994: Was ist los mit Alex Mack? (The Secret World of Alex Mack, Fernsehserie, 3 Folgen)
- 1995: Venus Rising
- 1995–1998: Flippers neue Abenteuer (Flipper, Fernsehserie, 27 Folgen)
- 1996: Junge Schicksale (ABC Afterschool Specials, Fernsehserie, eine Folge)
- 1996: Chicago Hope – Endstation Hoffnung (Chicago Hope, Fernsehserie, eine Folge)
- 1998: Beverly Hills, 90210 (Fernsehserie, 2 Folgen)
- 1998: Brooklyn South (Fernsehserie, eine Folge)
- 1998: Love Boat – Auf zu neuen Ufern (Love Boat: The Next Wave, Fernsehserie, eine Folge)
- 1999: Fünf Freunde in geheimer Mission (P.U.N.K.S)
- 1999: Ungeküsst (Never Been Kissed)
- 1999: Die Killerhand (Idle Hands)
- 2000: Paranoid – 48 Stunden in seiner Gewalt (Paranoid)
- 2000–2002: Dark Angel (Fernsehserie, 42 Folgen)
- 2003: Selima und John (The Sleeping Dictionary)
- 2003: Honey
- 2003: MADtv (Fernsehserie, eine Folge)
- 2005: Into the Blue
- 2005: Sin City
- 2005: Fantastic Four
- 2007: Beim ersten Mal (Knocked Up)
- 2007: Fantastic Four: Rise of the Silver Surfer
- 2007: Das 10 Gebote Movie (The Ten)
- 2007: Der Glücksbringer (Good Luck Chuck)
- 2007: Awake
- 2007: Meet Bill
- 2008: The Eye
- 2008: Der Love Guru (The Love Guru)
- 2009: The Office (Fernsehserie, eine Folge)
- 2010: Valentinstag (Valentine’s Day)
- 2010: Machete
- 2010: The Killer Inside Me
- 2010: Meine Frau, unsere Kinder und ich (Little Fockers)
- 2010: An Invisible Sign
- 2010: Saturday Night Live (Fernsehserie, eine Folge)
- 2011: Spy Kids – Alle Zeit der Welt (Spy Kids: All the Time in the World in 4D)
- 2013: A.C.O.D.
- 2013: Nix wie weg – vom Planeten Erde (Escape from Planet Earth, Stimme)
- 2013: Machete Kills
- 2014: Sin City 2: A Dame to Kill For (Sin City: A Dame to Kill For)
- 2014: Stretch
- 2014: Professor Love (Some Kind of Beautiful)
- 2014: The Spoils of Babylon (Fernsehserie, 4 Folgen)
- 2015: Secret Agency – Barely Lethal (Barely Lethal)
- 2015: Entourage
- 2015: Baby, Baby, Baby
- 2016: Der Kult – Die Toten kommen wieder (The Veil)
- 2016: Dear Eleanor
- 2016: Mechanic: Resurrection
- 2017: El Camino Christmas
- 2018: No Activity (Fernsehserie, 1 Folge)
- 2019: Killers Anonymous – Traue niemandem (Killers Anonymous)
- 2019–2020: L.A.’s Finest (Fernsehserie, 26 Folgen)
- 2021: Dubai Presents: A Five-Star Mission (Kurzfilm)
- 2024: Trigger Warning

### Produzent
- 2005: Fantastic Tour
- 2019–2020: L.A.’s Finest (Fernsehserie, 26 Folgen)

## Videospiel
- 2002: Dark Angel (Max Synchronisation)
- 2005: Fantastic Four (Susan Storm Synchronisation)

## Auszeichnungen
- 2000: Saturn Award in der Kategorie Best Actress on Television für Dark Angel
- 2001: TV Guide Awards in der Kategorie Breakout Star of the Year für Dark Angel
- 2001: Teen Choice Awards in der Kategorie Choice Actress für Dark Angel
- 2002: Bravo Otto in Bronze in der Kategorie TV-Star weiblich
- 2005: Bravo Otto in Bronze in der Kategorie Kinostars weiblich
- 2006: Beste Sexy Darstellung, MTV Movie Awards
- 2006: Nominierung Goldene Himbeere in der Kategorie Schlechteste Hauptdarstellerin für Fantastic Four und Into the Blue
- 2007: Erster Platz auf der Liste der 100 Sexiest Women der Zeitschrift FHM
- 2008: Nominierung Goldene Himbeere in der Kategorie Schlechteste Schauspielerin für Awake, Fantastic Four: Rise of the Silver Surfer und Der Glücksbringer und in der Kategorie Schlechtestes Filmpaar in denselben Filmen (jeweils gemeinsam mit dem jeweiligen Filmpartner)
- 2009: Nominierung Goldene Himbeere in der Kategorie Schlechteste Schauspielerin für The Eye und Der Love Guru
- 2011: Goldene Himbeere in der Kategorie Schlechteste Nebendarstellerin für The Killer Inside Me, Meine Frau, unsere Kinder und ich, Machete und Valentinstag

## Veröffentlichungen
- The Honest Life: Living Naturally And True To You. Rodale Books, New York 2013, ISBN 978-1-60961-911-4.